# Альпийский тритон

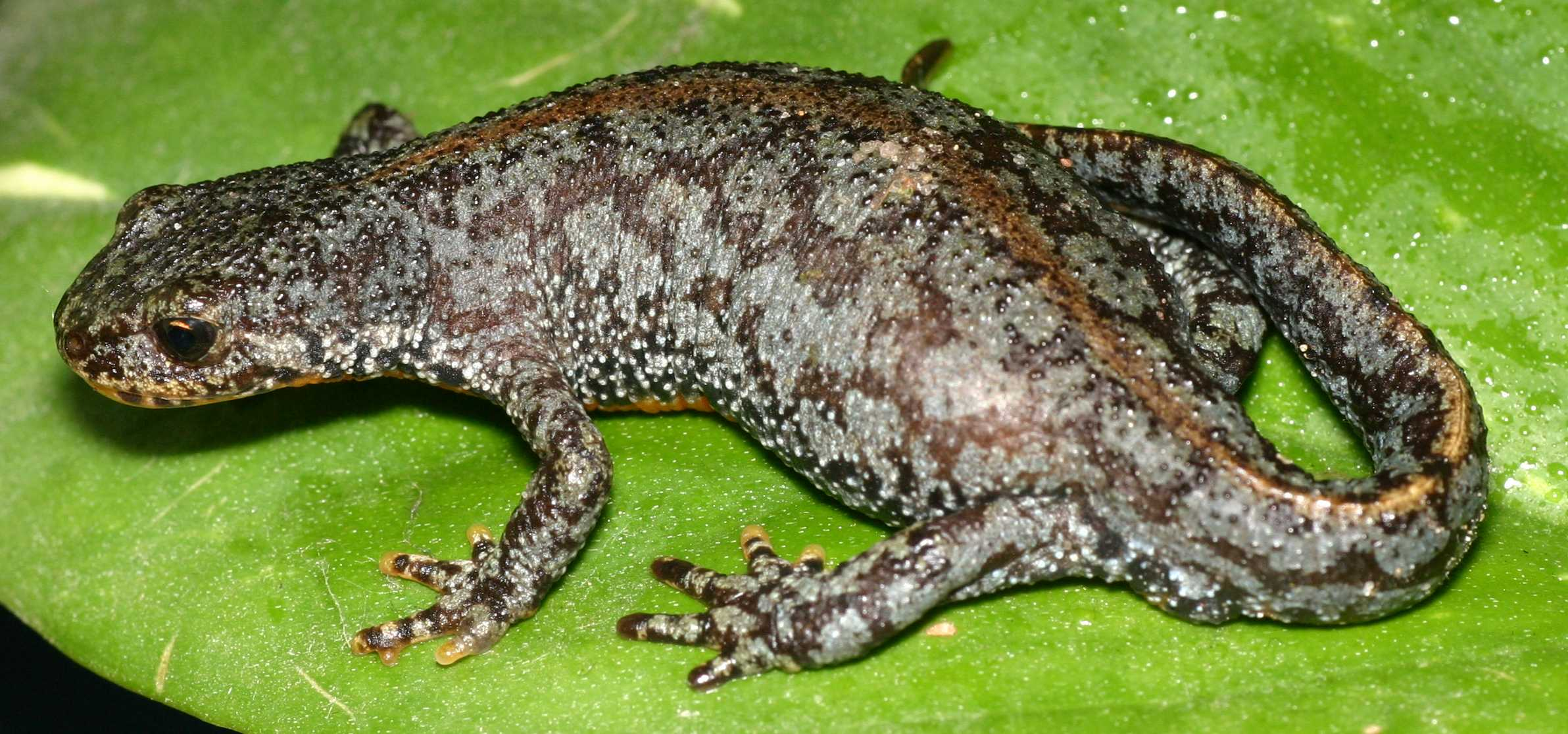
Самка альпийского тритона, водная стадия

Альпийский тритон, или горный тритон (лат. Mesotriton alpestris) — вид хвостатых земноводных из семейства настоящих саламандр, выделяемый в монотипный род альпийских тритонов (Mesotriton). Редкий вид.

## Описание

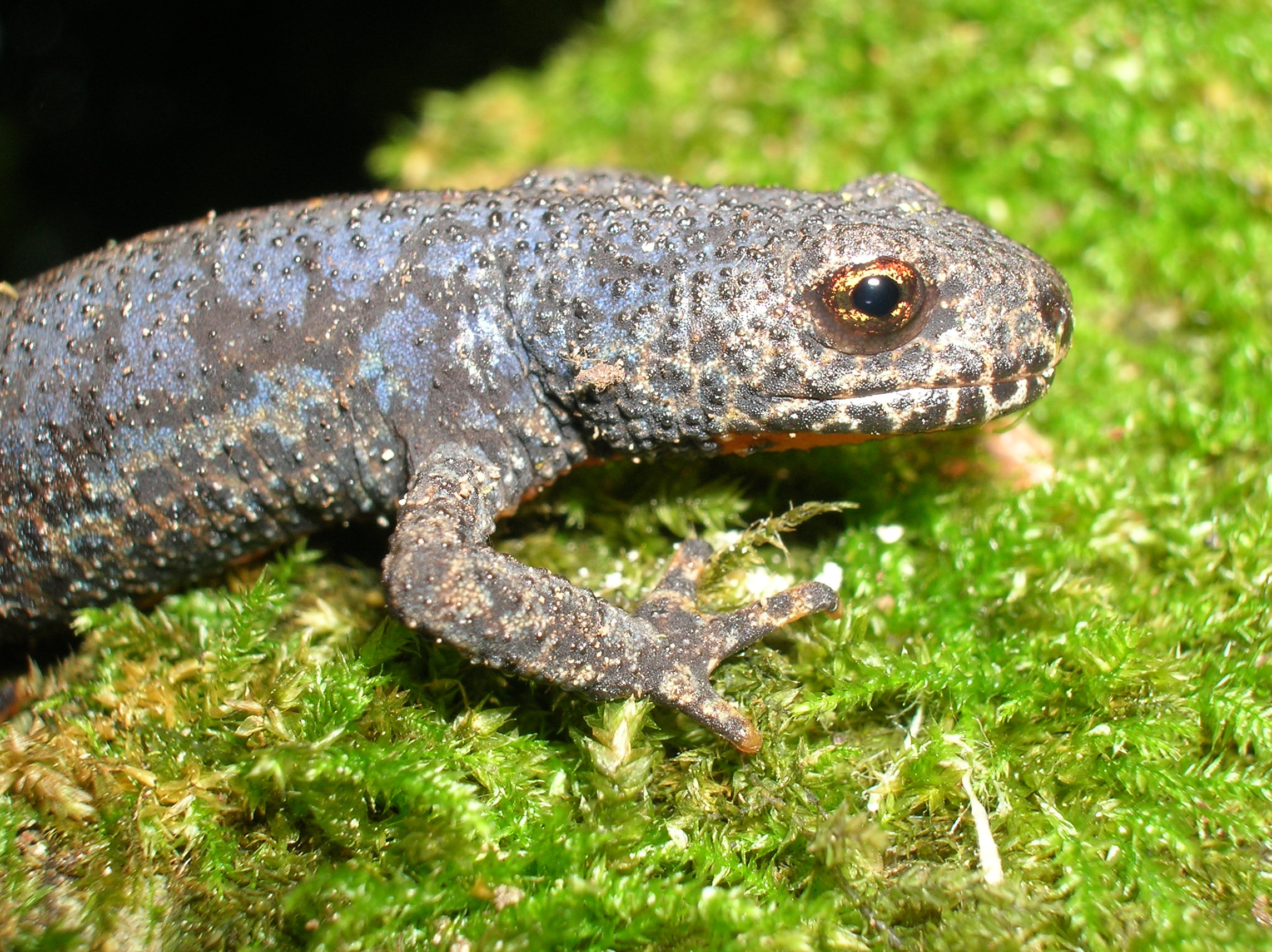
Самец альпийского тритона, наземная фаза жизни

Общая длина тела альпийского тритона, включая хвост, составляет в среднем около 11 см. Хвост немного короче или равен длине тела с головой. В течение водной фазы жизни кожа тритона гладкая, во время наземного образа жизни — бугристая.
Альпийские тритоны (в особенности самцы) окрашены ярко — спина серо-коричневая, иногда почти чёрная, с фиолетовыми и тёмно-синими пятнами по бокам тела и на лапах, огненно-рыжее брюшко. Невысокий спинной гребень украшен чередующимися тёмными и светлыми пятнами. Самки имеют более скромную окраску.

## Распространение
Альпийский тритон распространён на большей территории Центральной Европы — от Франции на западе до Румынии и украинских Карпат на востоке. Северная граница ареала проходит по территории Германии, южным областям Польши. Изолированные популяции обитают на северо-западе Испании и на юге Италии. Редко встречается на севере Испании, севере Италии, в Венгрии, Болгарии, Австрии, Дании, Греции. Вид не встречается в Португалии.
Интродуцирован на юге Великобритании, юге Франции и на Северном острове Новой Зеландии.

## Жизненный цикл

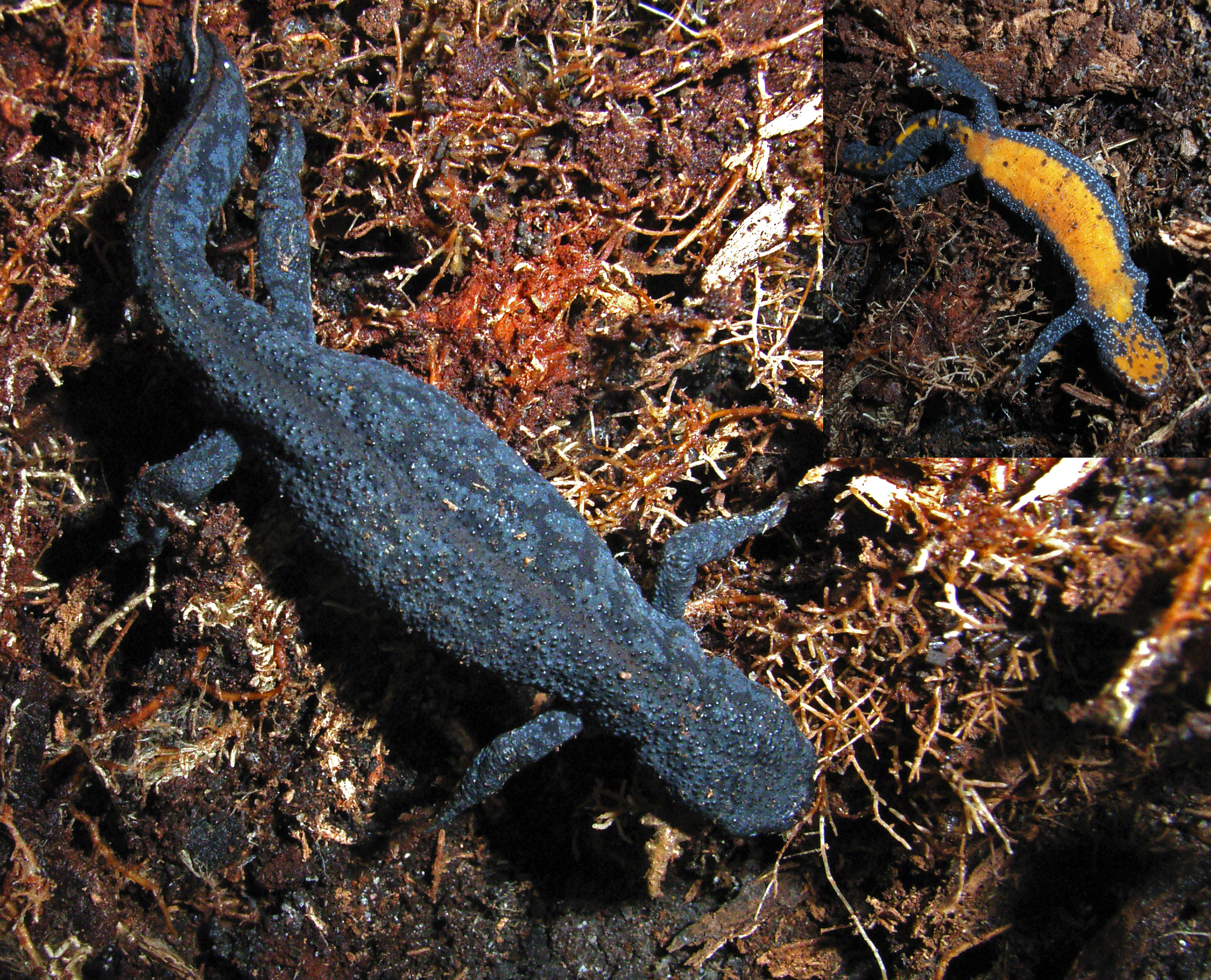
Самка альпийского тритона

После зимовки появляется весной в апреле или мае и почти сразу приступает к размножению, которое происходит в воде. Самки откладывают до 300 икринок величиной 2—3 мм, прикрепляя их к подводным частям растений, часто икринки размещаются группами до 7 шт. После окончания икрометания, которое происходит с мая по июнь, взрослые особи возвращаются к наземному образу жизни. Выклев личинок происходит через 20—30 дней. Поначалу их длина составляет всего около 7 мм, в водоёмах они живут, пока не вырастут до 2 см. После окончания метаморфоза в июле или августе молодые тритоны покидают водоёмы. Известны случаи частичного неотенического развития, когда в течение нескольких лет личинки альпийского тритона не покидали родной водоём, при этом они вырастали до 7—8 см. В сентябре тритоны прячутся под камнями или упавшими деревьями до следующей весны.

## Образ жизни

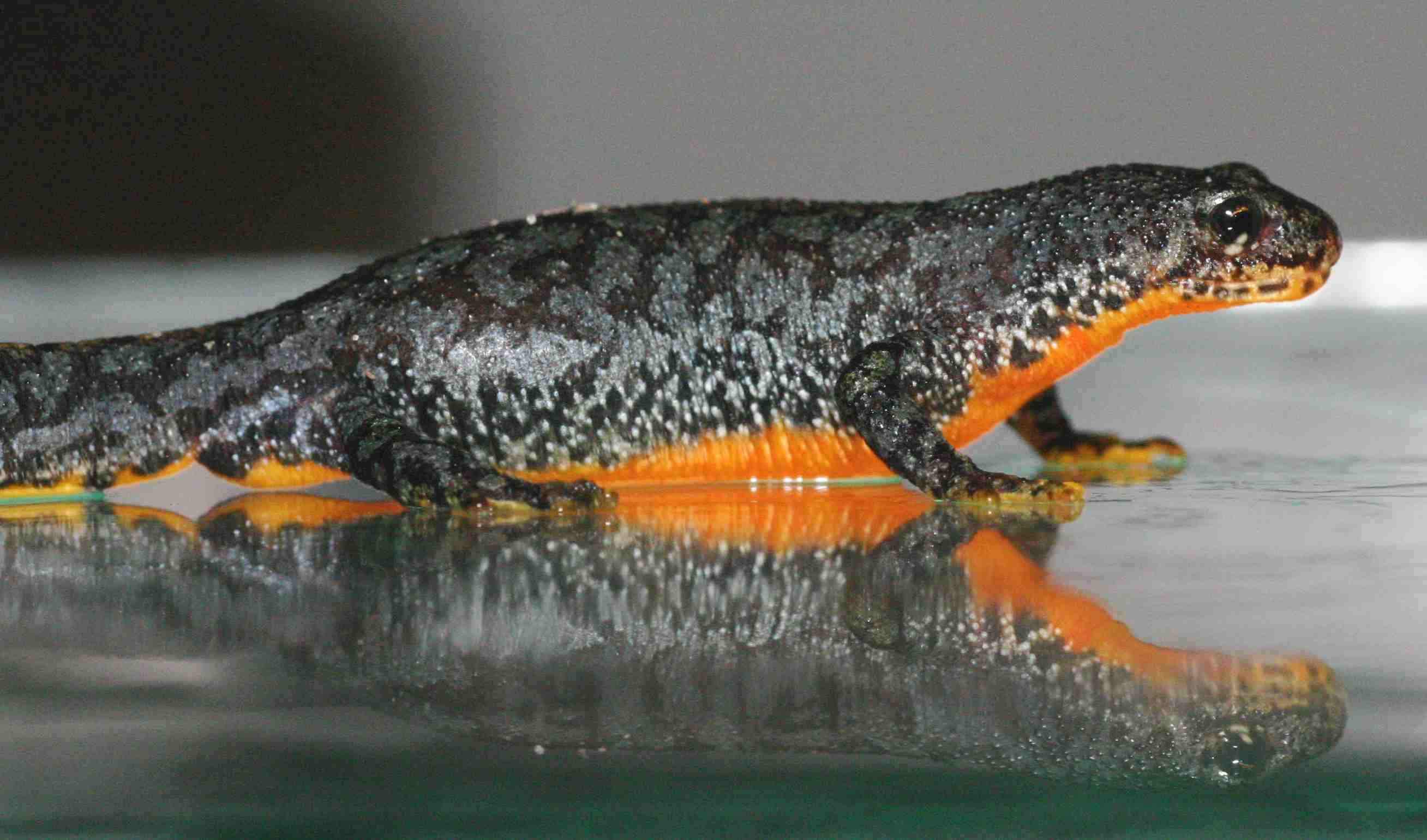

Альпийский тритон предпочитает лесную местность с доступом к воде в холмистых или горных районах. За исключением брачного сезона альпийский тритон может вести наземный образ жизни, а может остаться в воде — это зависит от конкретного подвида и даже от конкретной популяции. В течение дня он в скрывается в подлеске, а во время брачного сезона — в водоёмах.
Взрослые особи питаются дождевыми червями, личинками насекомых, улитками и пауками, во время водной фазы питается мелкими ракообразными.

## Классификация и подвиды
Альпийского тритона ранее относили к роду Triturus. По результатам недавних генетических исследований род Triturus был разделён на несколько самостоятельных родов, и альпийский тритон был отнесён к отдельному роду Mesotriton (Bolkay, 1927).
В настоящее время выделяют девять подвидов альпийского тритона:
- M. a. alpestris Laurenti, 1768 — номинативный подвид. Распространён во Франции, Германии, Бельгии, Нидерландах, Люксембурге, Польше, Австрии, Швейцарии, Венгрии, Чехии и на Балканах.
- M. a. apuanus Gray, 1850 — встречается на севере Италии южнее Альп. Представители подвида отличаются наличием пятен на горле[7].
- M. a. cyreni Mertens & Muller, 1940 — встречается в Кантабрийских горах на севере Испании. Внешне почти не отличается от подвидов alpestris и apuanus, кроме немного большей головы и округлой формы тела.[7]
- M. a. lacusnigri Dely, 1960 — встречается в Словении.
- M. a. montenegrinus Radovanovic, 1951 — полностью неотенический подвид, обитающий в Черногории.
- M. a. piperianus Radovanovic, 1961
- M. a. serdarus Radovanovic, 1961
- M. a. inexpectatus Dubois & Breuil, 1983
- M. a. veluchiensis Wolterstorff, 1935 — обитает в центральной Греции. От остальных подвидов отличается меньшей длиной хвоста.[7]

## Охрана вида
Альпийский тритон занесён в Красную книгу Украины и отнесён ко II категории (уязвимые виды). Основными причинами уменьшения популяции альпийских тритонов является загрязнение лесов, пересыхание, промерзание и загрязнение водоёмов.